# U.F.O.F.
U.F.O.F. — третий студийный альбом американской группы Big Thief, вышедший 3 мая 2019 года на лейбле 4AD Records. Выход альбома сопровождался тремя синглами: «U.F.O.F.», «Cattails» и «Century».
Альбом получил признание музыкальных критиков и был номинирован на 62-й ежегодной премии Грэмми как лучший альбом альтернативной музыки. В 2019 году удостоен награды Libera Award в категории «Лучший альбом года». В 2020 году AllMusic назвал U.F.O.F. одним из лучших альбомов 2010-х годов.

## История
Альбом был записан в июне 2018 года в Bear Creek Studio, уединённой студии с пышной природой в Вудинвилле, штат Вашингтон.
Многие песни начали формироваться во время тура, но группа продолжала экспериментировать, в результате чего некоторые песни были написаны всего за несколько часов до записи. Они записывались в большой комнате, при этом группа записывала свои треки вживую.
Песни «From» и «Terminal Paradise» ранее появлялись в другой форме на сольном альбоме вокалистки группы Адрианны Ленкер 2018 года Abysskiss. Инициалы названия альбома означают «друг НЛО» («UFO friend»), согласно тексту в заглавном треке. Заглавный трек альбома был издан в качестве первого сингла, тогда же также было объявлено, что Big Thief поедут в турне по Северной Америке и Европе.
Через пять месяцев после выхода альбома Big Thief выпустили свой четвёртый студийный альбом Two Hands. Описанный как «земной близнец» U.F.O.F., он был записан на ранчо Sonic Ranch в пустыне Чиуауан в Техасе через несколько дней после того, как группа закончила запись U.F.O.F. в Вашингтоне.

## Музыка и тексты
Pitchfork описал альбом как «пышный» инструментарий, сопровождающий «одинокие и эллиптические» тексты Адрианны Ленкер.

## Отзывы
| Совокупная оценка     | Совокупная оценка |
| Источник              | Оценка            |
| --------------------- | ----------------- |
| AnyDecentMusic?       | 8.4/10            |
| Metacritic            | 87/100            |
| Оценки критиков       |                   |
| Источник              | Оценка            |
| AllMusic              | [ 14 ]            |
| The Guardian          | [ 21 ]            |
| The Independent       | [ 22 ]            |
| Mojo                  | [ 23 ]            |
| The Observer          | [ 24 ]            |
| Pitchfork             | 9.2/10            |
| Q                     | [ 25 ]            |
| Rolling Stone         | [ 3 ]             |
| Uncut                 | 9/10              |
| Vice (Expert Witness) | A−                |

Альбом получил положительные отзывы музыкальных критиков и интернет-изданий. На сайте Metacritic, который присваивает нормализованную оценку из 100 баллов рецензиям музыкальных критиков, альбом получил средний балл 87, что означает «всеобщее признание», на основании 24 рецензий. Марси Донельсон в AllMusic отметил, более полную аранжировку треков альбомов. Например, в треке «Terminal Paradise» они «превращают тихо завывающую элегию на акустической гитаре в импровизационную песню с привидениями», а в других песнях группа оживляет тексты с помощью таких компонентов, как спектральные голосовые сэмплы, дребезжащие звуковые эффекты и быстрые, продолжительные переборы струн. Дональдсон написал, что «Эта атмосферная обработка свидетельствует о более исследовательском альбоме, который представляет собой фолк-роковые коллажи с эмбиентным уклоном, сочетающие сэмплы голоса и шума, импровизированные инструменты, обнажённую поэзию и хрупкий вокал Ленкер со структурированными песнями. Это попытка группы стать искусным альбомным роком, но изменения в подаче материала U.F.O.F. очень тонкие и кажутся полностью органичными на протяжении всего альбома. Эта пластинка заслуживает столь выразительного названия, которое передаёт её мечтательно-импрессионистическую и в то же время тревожную природу».
Альбом был назван «Лучшей новой музыкой» изданием Pitchfork, получив оценку 9,2/10 и в котором про альбом написали, что он стал «несомненно лучшим у группы» и «завораживающим потоком жизни, отфильтрованным в концентрированную каплю».
В конце 2019 года пластинка заняла 33-е место в списке лучших альбомов 2010-х годов по версии Pitchfork. В 2020 году AllMusic назвал U.F.O.F. одним из лучших альбомов 2010-х.
В январе 2025 года альбом включён в список лучших альбомов первой четверти XXI века (номер 127 в списке The 250 Greatest Albums of the 21st Century So Far).

## Награды и номинации
Альбом был номинирован на 62-й ежегодной премии Грэмми как лучший альбом альтернативной музыки. В 2019 году удостоен награды Libera Award в категории «Лучший альбом года».
| Grammy Awards | Grammy Awards         | Grammy Awards                | Grammy Awards | Grammy Awards |
| Год           | Номинированная работа | Категория                    | Результат     | Ссылка        |
| ------------- | --------------------- | ---------------------------- | ------------- | ------------- |
| 2020          | U.F.O.F.              | Лучший альтернативный альбом | Номинация     | [ 34 ]        |

## Список композиций
Слова и музыка всех песен — Адрианна Ленкер.
| №                   | Название            | Длительность |
| ------------------- | ------------------- | ------------ |
| 1.                  | «Contact»           | 3:54         |
| 2.                  | «U.F.O.F.»          | 3:08         |
| 3.                  | «Cattails»          | 4:05         |
| 4.                  | «From»              | 3:58         |
| 5.                  | «Open Desert»       | 3:47         |
| 6.                  | «Orange»            | 3:30         |
| 7.                  | «Century»           | 3:07         |
| 8.                  | «Strange»           | 3:41         |
| 9.                  | «Betsy»             | 3:28         |
| 10.                 | «Terminal Paradise» | 3:25         |
| 11.                 | «Jenni»             | 4:11         |
| 12.                 | «Magic Dealer»      | 3:01         |
| Общая длительность: | Общая длительность: | 43:15        |

## Участники записи
Информация адаптирована из буклета альбома.
Big Thief
- Адрианна Ленкер — акустическая гитара (1-7, 9, 10), электрогитара (1, 5, 8, 9, 11), вокал (все треки), хор (2, 4, 5, 8), SK5 (2, 10), фортепиано (3), куранты (5), дыхание (8), перкуссия (8), эмбиент (12)
- Бак Мик[англ.] — электрогитара (1-5, 7-10), хлопки (4), хор (4), вокал (7, 10), обратная связь (11), эмбиент (12)
- Джеймс Кривченя — барабаны (1-5, 7-11), перкуссия (2), хор (2, 4, 5), SK5 (2), волшебная коробка (4, 5, 8), колокольчики (5), дыхание (8), Moog (8), тамбурин (9), вокал (11), заполнение барабанов (12), эмбиент (12)
- Макс Олеарчик — бас (1, 2, 4, 5, 7-12), бас-дрон (1-3, 8, 10), хор (2, 4), фортепиано (3), колокольчики (4), дыхание (8), шейкер (8), эмбиент (12)

Дополнительные музыканты
- Зои Ленкер — хор (4)
- Эндрю Сарло — ветер (9), эмбиент (12)
- Дом Монкс — эмбиент (12)

Технический персонал
- Дом Монкс — инжиниринг, сведение
- Эндрю Сарло — продюсирование
- Грег Калби[англ.] — мастеринг
- Тейлор Кэрролл — помощник инженера, «studio brain»

Дизайн
- Дастин Кондрен — обложка
- Сара Шиссер — дизайн
- Элисон Филдинг — художник-постановщик

## Чарты
| Чарт (2019)                                  | Высшая позиция |
| -------------------------------------------- | -------------- |
| Бельгия/Фландрия (Ultratop)                  | 26             |
| Нидерланды (Album Top 100)                   | 80             |
| Ирландия (IRMA)                              | 81             |
| Шотландия (Scottish Albums Chart)            | 21             |
| Швейцария (Schweizer Hitparade)              | 68             |
| Великобритания (UK Albums Chart)             | 41             |
| Великобритания (UK Independent Albums Chart) | 9              |
| США (Billboard 200)                          | 142            |
| США (Billboard Folk Albums)                  | 3              |
| США (Billboard Top Alternative Albums)       | 13             |
| США (Billboard Top Rock Albums)              | 26             |
| США (Billboard Vinyl Albums)                 | 2              |